# Pentedrona
La pentedrona (también conocida como α-metilaminovalerofenona) es un estimulante de la clase de las catinonas que se ha vendido como droga de diseño y se ha encontrado desde 2010 como ingrediente en una serie de mezclas de 'sales de baño' que se venden como legal.

## Farmacología
La pentedrona actúa como un inhibidor de la recaptación de noradrenalina y dopamina sin provocar su liberación, el mismo mecanismo de acción que el metilfenidato.

## Efectos secundarios
La pentedrona se ha relacionado con al menos una muerte en la que se combinó con α-PVP y causó insuficiencia cardíaca.

## Detección
Está disponible un estándar forense de pentedrona, y el compuesto se ha publicado en el sitio web Forendex de posibles drogas de abuso.